# Fimbristylis caesia
Fimbristylis caesia là loài thực vật có hoa trong họ Cói. Loài này được Miq. mô tả khoa học đầu tiên năm 1856.